# Упернавік
Упернавік — невелике місто, розташоване на півночі Західної Гренландії. Транспортне сполучення здійснюється повітряним шляхом, що обслуговує місцева авіакомпанія Air Greenland.

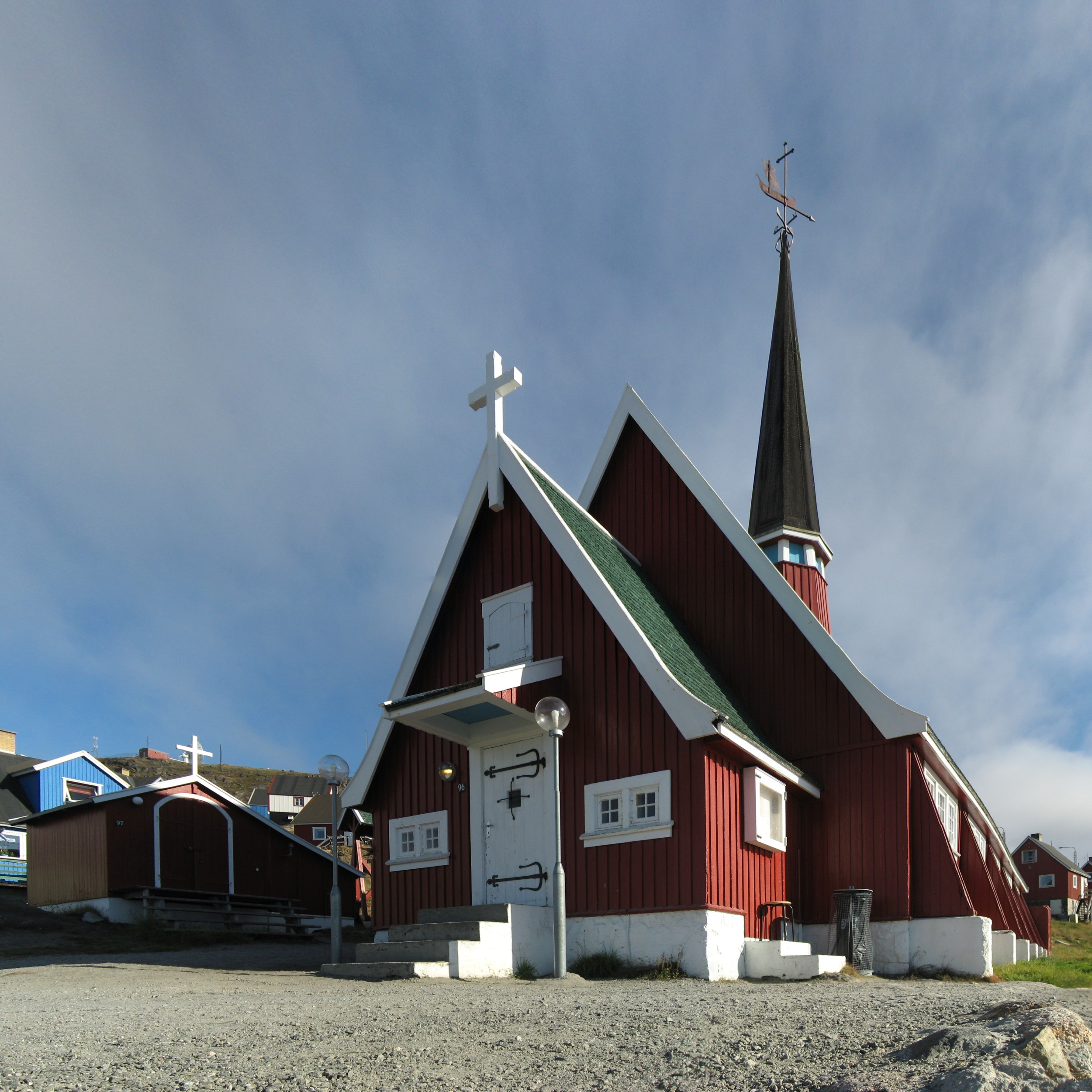
Церква в Упернавіку

До 2009 року місто було центром однойменного муніципалітету, який межував з Уумманнаком на півдні, Каанааком на півночі й Північно-Східним Національним парком на сході й північному сході. Населення муніципалітету становило близько 3 000 чоловік. До муніципалітету входило десять поселень.
1824 року в передмістях Упернавіка було знайдено Kingigtorssuaq Runestone. На ньому були нанесені письмена, залишені вікінгами, приблизно наприкінці 13-ого сторіччя. Ці письмена містять список імен трьох Вікінгів, і згадують спорудження кам'яної піраміди. Це найпівнічніша точка де були знайдені сліди Вікінгів, крім тих невеликих предметів, які можливо були віднесені на північ ескімоськими торговцями.

## Транспорт
Упернавік обслуговується Air Greenland, з регулярними рейсами з аеропорту Упернавіка в Каанаак, Каарсут та Ілуліссат. Авіаперевезення між населеними пунктами здійснюються в будні дні вертольотом Bell 212.
Пороми AUL припинили пасажирські перевезення на північ від Ілуліссата, в результаті чого Упернавік повністю залежить від послуг авіакомпанії Air Greenland, яка часто скасовує вильоти через погодні умови. Вантаж прибуває кілька разів на рік на Royal Arctic Line, коли розтає морський лід, зазвичай починаючи з середини травня щорічно.

## Архіпелаг Упернавік
Місто Упернавік розташоване на архіпелазі Упернавік — великому архіпелазі малих островів на узбережжі північно-східного моря Баффіна.

## Клімат
Місто знаходиться у зоні, котра характеризується кліматом полярних пустель. Найтепліший місяць — липень із середньою температурою 5.6 °C (42 °F). Найхолодніший місяць — березень, із середньою температурою -20 °С (-4 °F).
| Клімат Упернавіка       | Клімат Упернавіка | Клімат Упернавіка | Клімат Упернавіка | Клімат Упернавіка | Клімат Упернавіка | Клімат Упернавіка | Клімат Упернавіка | Клімат Упернавіка | Клімат Упернавіка | Клімат Упернавіка | Клімат Упернавіка | Клімат Упернавіка | Клімат Упернавіка |
| Показник                | Січ.              | Лют.              | Бер.              | Квіт.             | Трав.             | Черв.             | Лип.              | Серп.             | Вер.              | Жовт.             | Лист.             | Груд.             | Рік               |
| Абсолютний максимум, °C | 3                 | 4                 | 2                 | 6                 | 12                | 13                | 17                | 16                | 12                | 7                 | 7                 | 7                 | 17                |
| Середній максимум, °C   | −16               | −18               | −18               | −11               | −1                | 3                 | 7                 | 6                 | 2                 | −2                | −8                | −13               | −5                |
| Середня температура, °C | −19               | −19               | −20               | −13               | −3                | 2                 | 5                 | 5                 | 1                 | −3                | −9                | −14               | −7                |
| Середній мінімум, °C    | −20               | −22               | −22               | −16               | −6                | 0                 | 2                 | 3                 | 0                 | −5                | −11               | −16               | −9                |
| Абсолютний мінімум, °C  | −40               | −38               | −35               | −28               | −28               | −5                | −2                | −3                | −7                | −15               | −28               | −29               | −40               |
| Норма опадів, мм        | 10                | 10                | 10                | 10                | 10                | 10                | 20                | 20                | 30                | 20                | 20                | 10                | 230               |
| ----------------------- | ----------------- | ----------------- | ----------------- | ----------------- | ----------------- | ----------------- | ----------------- | ----------------- | ----------------- | ----------------- | ----------------- | ----------------- | ----------------- |
| Джерело: Weatherbase    |                   |                   |                   |                   |                   |                   |                   |                   |                   |                   |                   |                   |                   |

## Поселення муніципалітету Упернавік
- Упернавік (1144)
- Упернавік Кійалек
- Кангерсуатсіак Упернавік
- Ааппілатток
- Туссаак
- Наайаат
- Іннаарсуіт
- Тасіусак
- Нутаарміут
- Нууссуак
- Куллорсуак (405)